# Eresus jerbae
Eresus jerbae är en spindelart som beskrevs av El-Hennawy 2005. Eresus jerbae ingår i släktet Eresus och familjen sammetsspindlar. Inga underarter finns listade i Catalogue of Life.